# Omiya Ardija
Omiya Ardija (大宮アルディージャ Ōmiya Arudīja) là một câu lạc bộ bóng đá chuyên nghiệp có trụ sở tại Ōmiya, Saitama, Nhật Bản. Sau khi thăng hạng vào năm 2004, đội thi đấu ở J1 từ năm 2005 đến 2014 thì xuống hạng. Năm 2015 câu lạc bộ thăng hạng lên J1, năm 2017 câu lạc bộ tiếp tục xuống hạng và thi đấu tại J2 cho đến nay.
Đội bóng có sân nhà tại Nack5 Stadium Ōmiya (Nack5スタジアム大宮 Nakku-faibu Sutajiamu Ōmiya).

## Thành tích
| Vô địch | Á quân | Hạng ba | Thăng hạng | Xuống hạng |

| Liên đoàn | Liên đoàn | Liên đoàn | Liên đoàn | Liên đoàn | Liên đoàn | Liên đoàn | Liên đoàn | Liên đoàn | Liên đoàn | Liên đoàn         | Liên đoàn | Liên đoàn | J. League Cup      | Emperor's Cup      |
| Mùa giải  | Hạng đấu  | Số đội    | Xếp hạng  | Số trận   | Thắng     | Hòa       | Thua      | Bàn thắng | Bàn thua  | Hiệu số bàn thắng | Điểm      | Khán giả  | J. League Cup      | Emperor's Cup      |
| --------- | --------- | --------- | --------- | --------- | --------- | --------- | --------- | --------- | --------- | ----------------- | --------- | --------- | ------------------ | ------------------ |
| 1999      | J2        | 10        | 6         | 36        | 14 (4)    | 1         | 15 (2)    | 47        | 44        | 3                 | 51        | 2,674     | Vòng 1             | Vòng 3             |
| 2000      | J2        | 11        | 4         | 40        | 21 (2)    | 1         | 14 (2)    | 55        | 49        | 6                 | 68        | 3,477     | Vòng 1             | Vòng 3             |
| 2001      | J2        | 12        | 5         | 44        | 20 (6)    | 6         | 11(1)     | 73        | 43        | 30                | 78        | 3,864     | Vòng 1             | Vòng 1             |
| 2002      | J2        | 12        | 6         | 44        | 14        | 17        | 13        | 52        | 42        | 10                | 59        | 5,266     | Không đủ điều kiện | Vòng 4             |
| 2003      | J2        | 12        | 6         | 44        | 18        | 7         | 19        | 52        | 61        | -9                | 61        | 5,058     | Không đủ điều kiện | Vòng 3             |
| 2004      | J2        | 12        | 2         | 44        | 26        | 9         | 9         | 63        | 38        | 25                | 87        | 6,108     | Không đủ điều kiện | Vòng 5             |
| 2005      | J1        | 18        | 13        | 34        | 12        | 5         | 17        | 39        | 50        | -11               | 41        | 9,980     | Tứ kết             | Bán kết            |
| 2006      | J1        | 18        | 12        | 34        | 13        | 5         | 16        | 43        | 55        | -12               | 44        | 10,234    | Vòng bảng          | Vòng 5             |
| 2007      | J1        | 18        | 15        | 34        | 8         | 11        | 15        | 24        | 40        | -16               | 35        | 11,465    | Vòng bảng          | Vòng 4             |
| 2008      | J1        | 18        | 12        | 34        | 12        | 7         | 15        | 36        | 45        | -9                | 43        | 9,350     | Vòng bảng          | Vòng 5             |
| 2009      | J1        | 18        | 13        | 34        | 9         | 12        | 13        | 40        | 47        | -7                | 39        | 13,707    | Vòng bảng          | Vòng 3             |
| 2010      | J1        | 18        | 12        | 34        | 11        | 9         | 14        | 39        | 45        | -6                | 42        | 11,064    | Vòng bảng          | Vòng 4             |
| 2011      | J1        | 18        | 13        | 34        | 10        | 12        | 12        | 38        | 48        | -10               | 42        | 12,221    | Vòng 2             | Vòng 2             |
| 2012      | J1        | 18        | 13        | 34        | 11        | 11        | 12        | 38        | 45        | -7                | 44        | 10,637    | Vòng bảng          | Vòng 4             |
| 2013      | J1        | 18        | 14        | 34        | 14        | 3         | 17        | 45        | 48        | -3                | 45        | 11,138    | Vòng bảng          | Vòng 2             |
| 2014      | J1        | 18        | 16        | 34        | 9         | 8         | 17        | 44        | 60        | -16               | 35        | 10,811    | Vòng bảng          | Tứ kết             |
| 2015      | J2        | 22        | 1         | 42        | 26        | 8         | 8         | 72        | 37        | 35                | 86        | 9,490     | Không đủ điều kiện | Vòng 3             |
| 2016      | J1        | 18        | 5         | 34        | 15        | 11        | 8         | 41        | 36        | 5                 | 56        | 11,814    | Tứ kết             | Bán kết            |
| 2017      | J1        | 18        | 18        | 34        | 5         | 10        | 19        | 28        | 60        | -32               | 25        | 11,464    | Vòng bảng          | Tứ kết             |
| 2018      | J2        | 22        | 5         | 42        | 21        | 8         | 13        | 65        | 48        | 17                | 71        | 9,224     | Không đủ điều kiện | Vòng 3             |
| 2019      | J2        | 22        | 3         | 42        | 20        | 15        | 7         | 62        | 40        | 22                | 75        | 9,478     | Không đủ điều kiện | Vòng 3             |
| 2020 †    | J2        | 22        | 15        | 42        | 14        | 11        | 17        | 43        | 52        | -9                | 53        | 2,515     | Không đủ điều kiện | Không đủ điều kiện |
| 2021 †    | J2        | 22        | 16        | 42        | 9         | 15        | 18        | 51        | 56        | -5                | 42        | 4,311     | Không đủ điều kiện | Vòng 2             |
| 2022      | J2        | 22        |           | 42        |           |           |           |           |           |                   |           |           | Không đủ điều kiện |                    |

Chú thích
- † Số lượng khán giả tham dự các mùa giải 2020 & 2021 giảm do đại dịch COVID-19
- Nguồn: J. League Data Site

## Danh hiệu
- Giải bóng đá vô địch toàn Nhật Bản
  - Nhà vô địch  mùa giải 1981
- Giải bóng đá các khu vực toàn Nhật Bản
  - Nhà vô địch  mùa giải 1986
- J2 League
  - Nhà vô địch: mùa giải 2015

## Danh sách huấn luyện viên
| Huấn luyện viên              | Quốc tịch | Nhiệm kỳ             | Nhiệm kỳ             |
| Huấn luyện viên              | Quốc tịch | Bắt đầu              | Kết thúc             |
| ---------------------------- | --------- | -------------------- | -------------------- |
| Pim Verbeek                  | Hà Lan    | 1 tháng 1 năm 1999   | 31 tháng 12 năm 1999 |
| Toshiya Miura                | Nhật Bản  | 1 tháng 2 năm 2000   | 31 tháng 1 năm 2002  |
| Henk Duut                    | Hà Lan    | 22 tháng 12 năm 2001 | 22 tháng 12 năm 2002 |
| Masaaki Kanno                | Nhật Bản  | 1 tháng 2 năm 2003   | 13 tháng 10 năm 2003 |
| Eijun Kiyokumo               | Nhật Bản  | 10 tháng 10 năm 2003 | 31 tháng 12 năm 2003 |
| Toshiya Miura                | Nhật Bản  | 1 tháng 2 năm 2004   | 31 tháng 1 năm 2007  |
| Robert Verbeek               | Hà Lan    | 1 tháng 1 năm 2007   | 30 tháng 6 năm 2007  |
| Satoru Sakuma                | Nhật Bản  | 1 tháng 7 năm 2007   | 31 tháng 12 năm 2007 |
| Yasuhiro Higuchi             | Nhật Bản  | 1 tháng 2 năm 2008   | 31 tháng 1 năm 2009  |
| Chang Woe-ryong              | Hàn Quốc  | 1 tháng 2 năm 2009   | 26 tháng 4 năm 2010  |
| Jun Suzuki                   | Nhật Bản  | 24 tháng 4 năm 2010  | 19 tháng 5 năm 2012  |
| Takeyuki Okamoto (tạm quyền) | Nhật Bản  | 31 tháng 5 năm 2012  | 10 tháng 6 năm 2012  |
| Zdenko Verdenik              | Slovenia  | 10 tháng 6 năm 2012  | 11 tháng 8 năm 2013  |
| Takeyuki Okamoto (tạm quyền) | Nhật Bản  | 11 tháng 8 năm 2013  | 20 tháng 8 năm 2013  |
| Tsutomu Ogura                | Nhật Bản  | 20 tháng 8 năm 2013  | 31 tháng 12 năm 2013 |
| Kiyoshi Okuma                | Nhật Bản  | 1 tháng 2 năm 2014   | 31 tháng 8 năm 2014  |
| Hiroki Shibuya               | Nhật Bản  | 31 tháng 8 năm 2014  | 28 tháng 5 năm 2017  |
| Akira Ito                    | Nhật Bản  | 29 tháng 5 năm 2017  | 5 tháng 11 năm 2017  |
| Masatada Ishii               | Nhật Bản  | 6 tháng 11 năm 2017  | 31 tháng 1 năm 2019  |
| Takuya Takagi                | Nhật Bản  | 1 tháng 2 năm 2019   | 31 tháng 1 năm 2021  |
| Ken Iwase                    | Nhật Bản  | 1 tháng 2 năm 2021   | 25 tháng 5 năm 2021  |
| Norio Sasaki                 | Nhật Bản  | 26 tháng 5 năm 2021  | 9 tháng 6 năm 2021   |
| Masahiro Shimoda             | Nhật Bản  | 10 tháng 6 năm 2021  | 26 tháng 5 năm 2022  |
| Naoki Soma                   | Nhật Bản  | 28 tháng 5 năm 2022  |                      |

## Trang phục thi đấu
| Sân nhà   |      |           |           |      |
| 1999-2000 | 2001 | 2002-2003 | 2004-2005 | 2006 |
| 2007      | 2008 | 2009      | 2010      | 2011 |
| 2012      | 2013 | 2014      | 2015      | 2016 |
| 2017      | 2018 | 2019      | 2020      | 2021 |
|           |      |           |           |      |

| Sân khách |      |           |           |      |
| 1999-2000 | 2001 | 2002-2003 | 2004-2005 | 2006 |
| 2007      | 2008 | 2009      | 2010      | 2011 |
| 2012      | 2013 | 2014      | 2015      | 2016 |
| 2017      | 2018 | 2019      | 2020      | 2021 |
|           |      |           |           |      |

| Trang phục đặc biệt |                         |
| 2018 3rd            | 2018 · 20th anniversary |
|                     |                         |